# Allergy and Asthma Proceedings
Allergy and Asthma Proceedings is een internationaal, aan collegiale toetsing onderworpen wetenschappelijk tijdschrift op het gebied van de allergieën. De naam wordt in literatuurverwijzingen meestal afgekort tot Allergy Asthma Proc. Het wordt uitgegeven door OceanSide Publications en verschijnt tweemaandelijks.